# Кубок Chunlan
Кубок Chunlan (кит. упр. 春兰杯) — одно из основных международных титульных соревнований по игре го, существующий с 1999 года.

## Информация о турнире
Кубок Chunlan — единственный международный титульный турнир по го, проводящийся по китайским правилам игры. Спонсором турнира выступает Chunlan Group; призовой фонд составляет 1 000 000 юаней. Соревнования проводятся каждые 2 года. К участию в турнире приглашаются 24 игрока по следующему принципу:
- 3 игрока, занявших 1 место в предыдущем розыгрыше кубка,
- 8 игроков из  Китая,
- 5 из  Японии,
- 4 из  Южной Кореи,
- 2  Китайского Тайбэя,
- 1 из Северной Америки,
- 1 из Европы.

Соревнования проводятся по олимпийской системе. Контроль времени составляет по 3 часа основного времени и пять периодов бёёми по 60 секунд.
В 2001 году во время 3 розыгрыша кубка произошёл инцидент, когда Сатору Кобаяси (японский профессионал 9 дана) случайно ранил своего соперника Рю Сикуна: когда они отдыхали в баре Кобаяси держал в руке бокал, и размахивая руками, случайно разбил его, поранив щёку Рю Сикуна и свою руку. В результате организация Нихон Киин отстранила его на год от всех профессиональных турниров, однако позже срок дисквалификации сократился до 8 месяцев, поскольку другие игроки, в том числе корейские и китайские, оставили свои подписи в его защиту.

## Обладатели кубка
| Год  | Победитель  | Счёт | Финалист    |
| ---- | ----------- | ---- | ----------- |
| 1999 | Чо Хунхён   | 2-1  | Ли Чхан Хо  |
| 2000 | О Риссэй    | 2-1  | Ма Сяочунь  |
| 2001 | Ю Чханхёк   | 2-1  | О Риссэй    |
| 2003 | Ли Чхан Хо  | 2-0  | Наоки Ханэ  |
| 2005 | Ли Чхан Хо  | 2-1  | Чжоу Хэян   |
| 2007 | Гу Ли       | 2-0  | Чан Хао     |
| 2009 | Чан Хао     | 2-0  | Ли Чхан Хо  |
| 2011 | Ли Седоль   | 2-1  | Се Хэ       |
| 2013 | Чэнь Яое    | 2-1  | Ли Седоль   |
| 2015 | Гу Ли       | 2-0  | Чжоу Жуйян  |
| 2017 | Тань Сяо    | 2-1  | Пак Ён Хун  |
| 2018 | Пак Чонхван | 2-0  | Пак Ён Хун  |
| 2021 | Син Джинсо  | 2-0  | Тан Вэйсин  |
| 2023 | Пён Санъиль | 2-0  | Ли Сюаньхао |